# Eric Sweeney
Eric Edwin Sweeney (* 3. Oktober 1905 in Rock Ferry, Birkenhead; † Oktober 1968) war ein englischer Fußballspieler. Der Halbstürmer bestritt während seiner achtjährigen Profilaufbahn in den Spielklassen der Football League für vier verschiedene Vereine insgesamt 92 Ligaspiele und erzielte dabei 26 Tore.

## Karriere
Sweeney spielte auf Amateurbasis beim walisischen Klub Flint Town, mit dem er am 29. April 1925 das Finale um den Welsh Cup gegen die Profis des AFC Wrexham mit 1:3 verlor. Einen Tag zuvor hatte er sich beim nordenglischen Erstligaklub Manchester United als Amateur registriert und unterzeichnete dort einen Monat später einen Profivertrag. Sweeney blieb fünf Jahre bei Manchester, kam zumeist aber nur als Ergänzungsspieler auf den Halbstürmer-Positionen zu vereinzelten Einsätzen. Lediglich in der Saison 1926/27 kam er zu einer zweistelligen Anzahl an Ligaspielen.
Nach insgesamt 27 First-Division-Einsätzen und fünf Auftritten im FA Cup wechselte Sweeney im Juni 1930 in die Second Division zum Ostlondoner Klub Charlton Athletic. Dort musste er sich auf der Position des linken Halbstürmers hinter dem walisischen Ausnahmespieler Dai Astley mit der Rolle des Ersatzspielers begnügen und kam im Verlauf der Saison 1930/31 zu vier Torferfolgen bei insgesamt neun Einsätzen. Nach dem Abgang von Astley im Juni 1931, schien die Position für Sweeney frei zu sein, dieser verließ aber zwei Monate später ebenfalls den Klub und wechselte für eine Ablöse von £50 in die Third Division North zu Crewe Alexandra. Dort kam er erstmals in mehr als der Hälfte der Saisonspiele zum Einsatz und verhalf dem Klub mit seinen 13 Saisontoren auf den sechsten Platz. Zur folgenden Saison heuerte er beim Ligakonkurrenten Carlisle United an, der zuvor aus finanziellen Gründen seine erfolgreiche Sturmreihe verkaufen musste, allen voran Mittelstürmer Jimmy McConnell, die Außenstürmer Sammy Armes und Bill Watson sowie die Halbstürmer Arthur Sharp und Davie Hutchison. Die neu formierte Angriffsreihe sorgte nur für 51 Saisontore und damit die wenigsten aller 88 Football-League-Mannschaften, der 19. Platz im Endklassement verhinderte zumindest, sich der Wiederwahl um die weitere Ligazugehörigkeit stellen zu müssen. Sweeney wurde über das Saisonende hinaus nicht verpflichtet und heuerte beim Schweizer Zweitligisten FC Kreuzlingen an. Dort gewann er unter dem englischen Spielertrainer Norman Smith die Zweitligameisterschaft, Kreuzlingen verzichtete aber auf das Aufstiegsrecht und Sweeney verließ den Verein zum Saisonende wieder.